# قائمة الجامعات في إيران

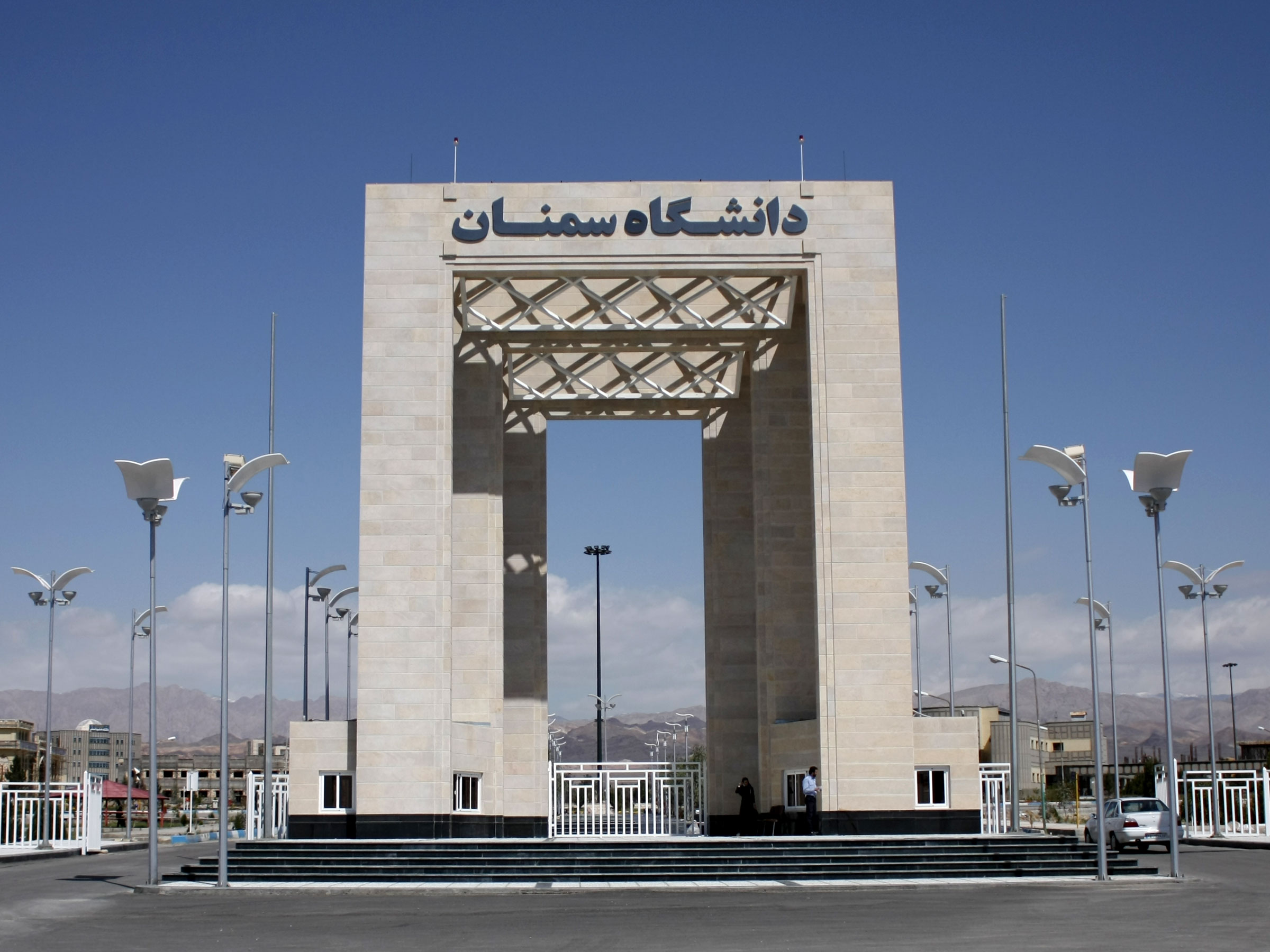
مدخل جامعة سمنان

الجامعات الإيرانية توفّر التعليمات الجامعي، ويمكن للطلاب أن يحصلوا علی درجة الزمالة والبكالوريوس والماجستير والدكتوراه بعد الإتمام الناجح من الدراسات. بعض من المراكز التعليمية النشطة في نظام التعليم العالي في إيران، هي:

## الجامعات والأكاديميات الحكومية
هي منشآت التعليم العالي التي لا تهدف للربح والمملوكة بالكامل للحكومة الإيرانية، وهدفها الوحيد والرئيسي خدمة العملية التعليمية.
| الاسم                                   | التأسيس                        | موقع إنترنت                                                          | ملاحظات |
| --------------------------------------- | ------------------------------ | -------------------------------------------------------------------- | --- |
| جامعة طهران                             | في طهران سنة 1934              | ut.ac.ir/fa نسخة محفوظة 11 نوفمبر 2017 على موقع واي باك مشين.        | قبل تاريخ تاسيس الجامعة في 1934, كانت هناك كليات مستقلة مثل كلية الطب التي تاسست في عام 1851 و كلية القانون و العلوم السياسية التي تاسست عام 1899. |
| جامعة فردوسي مشهد                       | في مشهد سنة 1949               | um.ac.ir/ نسخة محفوظة 23 أغسطس 2022 على موقع واي باك مشين.           | هي إحدى الجامعات الحكومية في مشهد التابعة لوزارة العلوم والبحوث والتكنولوجيا الإيرانية أنشئت في سنة 1949مـ. ، والتي سميت على اسم الحكيم أبو قاسم الفردوسي. |
| جامعة شريف التكنولوجية                  | في طهران سنة 1966              | www.sharif.ir نسخة محفوظة 13 نوفمبر 2017 على موقع واي باك مشين.      | هي إحدى جامعات العاصمة الإيرانية طهران. وقد أنشئت في سنة 1966 مـ. وتعد هذه الجامعة من الجامعات الکبيرة و المشهورة إيران حيث تخرّج منها کثير من المسئولين والعلماء المشهورين في البلد. |
| جامعة أمير كبير للتكنولوجيا             | في طهران سنة 1956              | www.aut.ac.ir                                                        | - أول جامعة تقنية تم إنشاءها في إيران عام 1956مـ، ويشار إليها باسم "أم الجامعات الهندسية". - تُعتبَر جامعة بحثية عامة وتقع في العاصمة الإيرانية طهران. |
| جامعة إيران للعلوم والتقنية             | في طهران سنة 1929              | www.iust.ac.ir                                                       | - هي جامعة ومعهد أبحاث مختص بالهندسة والعلوم في إيران تقع في شمال شرق طهران. - أسست الجامعة في العام 1929 لتكون أول جامعة في إيران تدرّب المهندسين. سمّيت في هذا الوقت بالمعهد الحكومي الفني. - تخرج رئيس الجمهورية السابق محمود أحمدي نجاد وبعض من وزرائه مثل محمد حسين صفار وحميد بهبهاني وكامران دانشجو وعلي رضا علي أحمدي من هذه الجامعة. |
| جامعة تربية مدرس                        | في طهران سنة 1982              | www.modares.ac.ir                                                    | |
| جامعة سمنان                             | في سمنان سنة 1975 (منذ 44 سنة) | http://ar.semnan.ac.ir/                                              | تقع جامعةُ سِمنان على أرض بمساحة 800 هكتار وتضمُّ في الوقتِ الحاضرِ أربعة مجمّعات تعليميّة، هي: مجمّع الهندسة ومجمّع العلوم الأساسية ومجمّع العلوم الإنسانية ومجمّع العلوم والتقنيات الحديثة، و22 كلية ومعهديْنِ ومركزَيْن للأبحاث و9 أقسام بحثيّة ناشطة ومرکز علم وتقنية ومركز تنمية للوحدات التقنيّة ومجمّعاً جامعياً دوليّاً ومركزاً للتعليم الافتراضي (الإلكتروني) |
| جامعة نصير الدين الطوسي للتكنولوجيا     | في طهران سنة 1928              | www.kntu.ac.ir                                                       | سميت هكذا نسبة إلى العالم الفارسي نصير الدين الطوسي. |
| جامعة الإمام الخميني الدولية            | في قزوين سنة 1984              | www.ikiu.ac.ir/ar                                                    | تقبل الجامعة من أجل تحقيق أهداف نظامها الأساسي ومهمتها العالمية، الطلاب من بين المرشحين من مختلف دول العالم. |
| جامعة العلامة الطباطبائي                | في طهران سنة 1957              | www.atu.ac.ir                                                        | - هي جامعة إيرانية عامة متخصصة في العلوم الإنسانية و الاجتماعية. - سميت بهذا الاسم على شرف الفيلسوف الإيراني محمد حسين الطباطبائي. |
| جامعة المذاهب الإسلامية                 | في طهران سنة 1992              | ar.mazaheb.ac.ir                                                     | - جامعة إيرانية تابعة للمجمع العالمي للتقريب بين المذاهب الإسلامية - لها أربعة شعب في طهران، زاهدان، وسنندج، وبندر عباس - يُدرَس فيها فقه المذهب الشافعي والمذهب الإمامي الإثنا عشري والمذهب الحنفي. |
| جامعة المصطفي العالمية                  | في قم سنة 2007                 | ar.miu.ac.ir                                                         | - الجامعة تقبل الطلاب من جميع أنحاء العالم. - تدرّس في هذه الجامعة الدروس الإسلامية والإنسانية في 170 تخصص واتجاه دراسي في مجال نظام التعليم الحوزوي والجامعي. - لها شعب مختلفة في بعض المدن الإيرانية مثل طهران ومشهد وإصفهان وجرجان وقشم وكذلك بعض البلدان مثل جنوب أفريقيا وألبانيا وألمانيا وأفغانستان وإندونيسيا وإنجلترا وأوغندا والبرازيل وبلغاريا وبنغلاديش وبوركينا فاسو والبوسنة والهرسك وبنين وباكستان ودنمارك وتنزانيا وتايلاند وتوغو واليابان وساحل العاج والسويد والسنغال وسوريا وسيراليون والعراق وغانا والفلبين وقيرغيزستان وكازاخستان والكاميرون وكوسوفو وجمهورية الكونغو الديمقراطية وجزر القمر وغامبيا وجورجيا وغيانا وغينيا ولبنان ومدغشقر وملاوي وماليزيا ومالي وميانمار والنرويج والنيجر ونيجيريا والهند و ... . - تنتمي الجامعة إلی مختلف المنظمات العلمية مثل وزارة العلوم والبحوث والتكنولوجيا في إيران، اتحاد جامعات العالم الإسلامي، الاتحاد الدولي للجامعات(IAU)، الرابطة الدولية لرؤساء الجامعات (IAUP) اتحاد جامعات آسيا والمحيط الهادئ (AUAP) اتحاد طلاب العالم الإسلامي (Rohama) |
| جامعة الزهراء                           | في طهران سنة 1960              | www.alzahra.ac.ir                                                    | - بدأت الجامعة عملهافي سنة 1960 مـ باستقبال 90 طالبة بإسم "المدرسة العلیا للبنات". في سنة 1975 م تحولت الی الجامعة. - في سنة 1977 م استمرت نشاطاتها مع کلیات: علوم أساسیة وآداب وعلوم إنسانیة واقتصاد وإدارة. - بعد الثورة الإسلامية في إيران توشحت باسم (الزهراء) نسبة الی فاطمة الزهراء بنت الرسول محمد. |
| جامعة الإمام الحسين                     | في طهران سنة 1986              | ihu.ac.ir                                                            | - جامعة ومعهد أبحاث مختص بالهندسة والعلوم الإنسانية والعلوم العسکرية تقع في شمال شرق طهران. - تنتمي الجامعة إلی حرس الثورة الإسلامية. |
| جامعة أصفهان                            | في إصفهان سنة 1946             | www.ui.ac.ir                                                         | تقع في إصفهان. |
| جامعة تشمران الأهوازية                  | في الأحواز سنة 1955            | www.scu.ac.ir                                                        | - هي أكبر جامعة في مدينة الأحواز في إيران أنشئت في سنة 1955 مـ. - سميت الجامعة بهذا الأسم تمينا بمصطفى تشمران العالم الإيراني الذي قتل في الحرب العراقية الإيرانية. |
| جامعة تبريز                             | في تبريز سنة 1947              | tabrizu.ac.ir/fa نسخة محفوظة 11 نوفمبر 2017 على موقع واي باك مشين.   | |
| جامعة نيسابور                           | في نيسابور سنة 2010            | fa.neyshabur.ac.ir نسخة محفوظة 20 نوفمبر 2017 على موقع واي باك مشين. | |
| جامعة قم                                | في قم سنة 1980                 | qom.ac.ir نسخة محفوظة 25 أبريل 2019 على موقع واي باك مشين.           | |
| جامعة غيلان                             | في رشت سنة 1974                | www.guilan.ac.ir نسخة محفوظة 17 يوليو 2013 على موقع واي باك مشين.    | |
| جامعة شيراز                             | في شيراز سنة 1946              | www.shirazu.ac.ir                                                    | |
| جامعة شيراز الفنية                      | في شيراز سنة 2010              | shirazartu.ac.ir                                                     | |
| جامعة خليج فارس                         | في بوشهر سنة 1991              | www.pgu.ac.ir                                                        | |
| جامعة جنديسابور الأهوازية للعلوم الطبية | في الأحواز سنة 1955            | ajums.ac.ir نسخة محفوظة 10 أغسطس 2011 على موقع واي باك مشين.         | |
| جامعة تكنولوجيا المياه والطاقة          | في طهران سنة 1972              | sbu.ac.ir                                                            | |

## صور

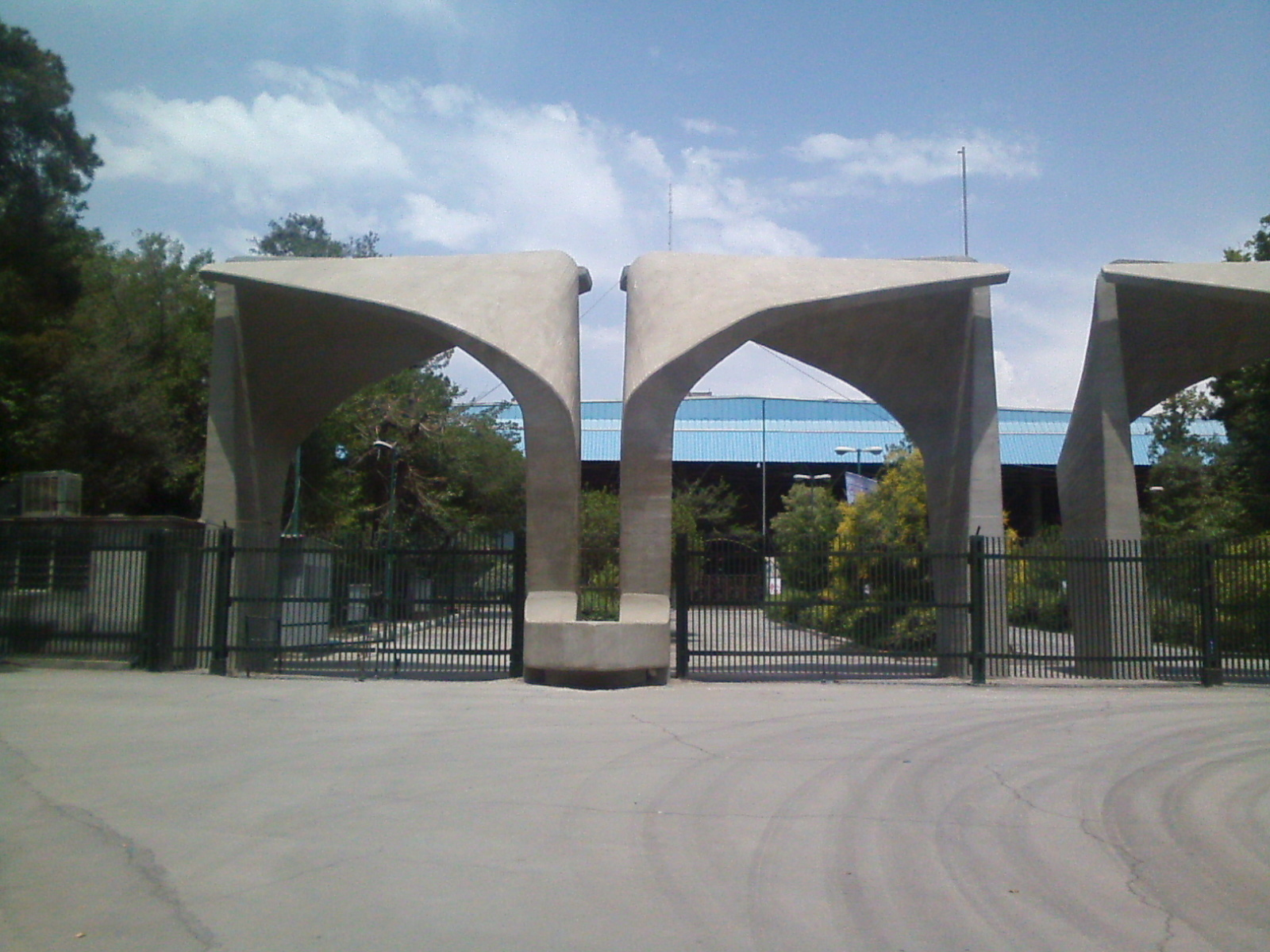
مدخل جامعة طهران.
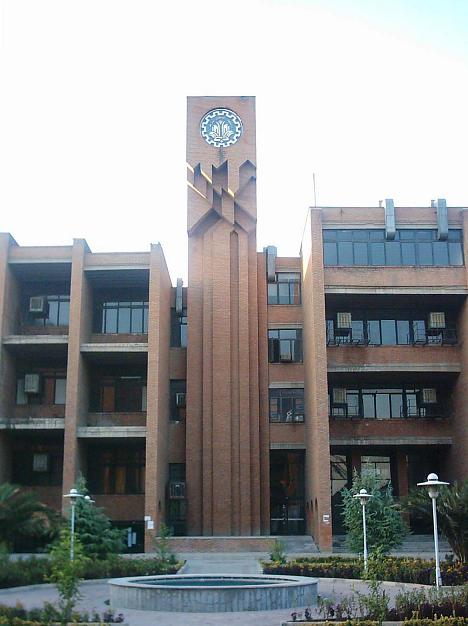
جامعة شريف التكنولوجية- برج ابن سينا.
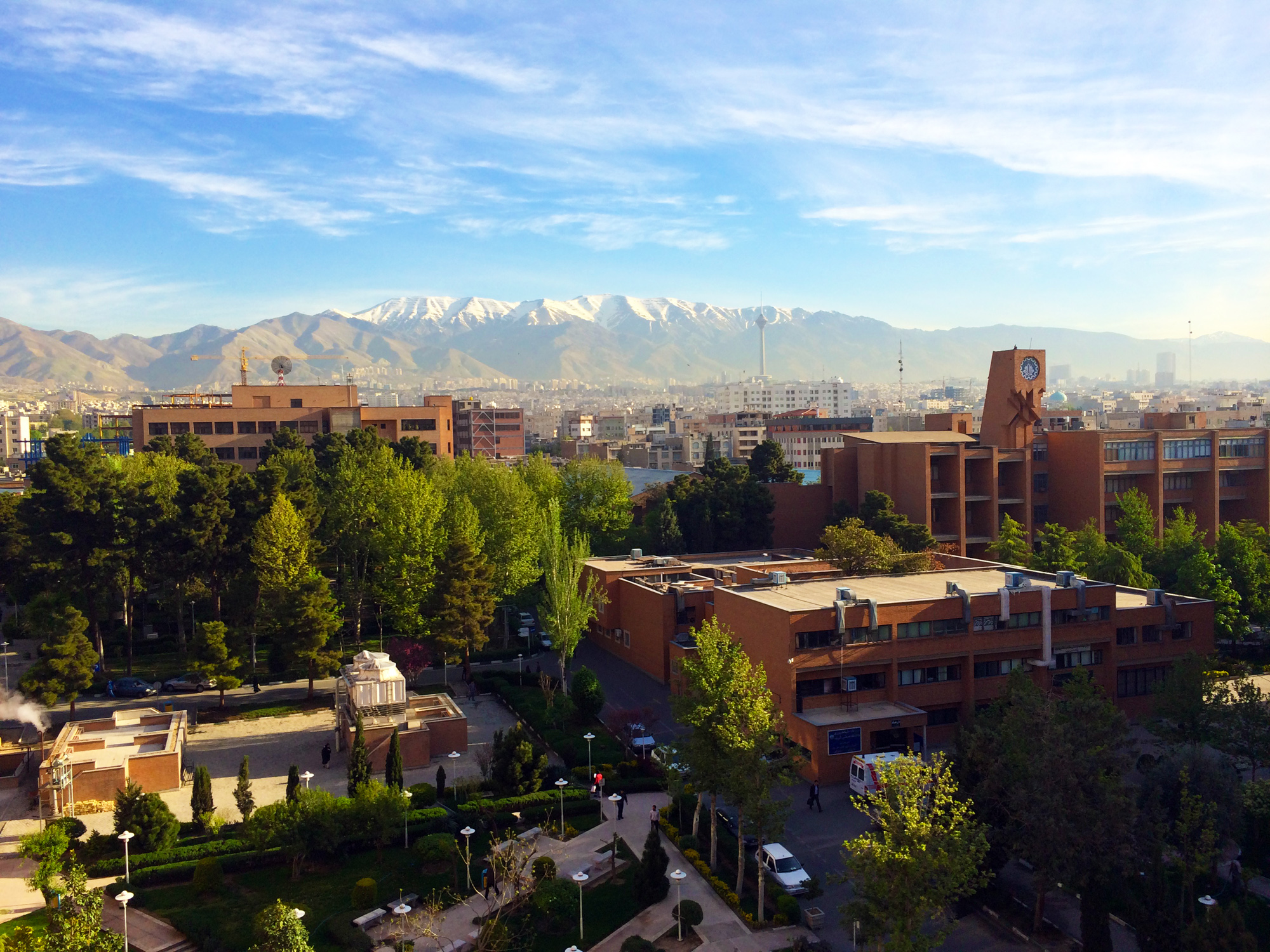
جامعة شريف التكنولوجية- منظر عام للحرم الرئيسي.
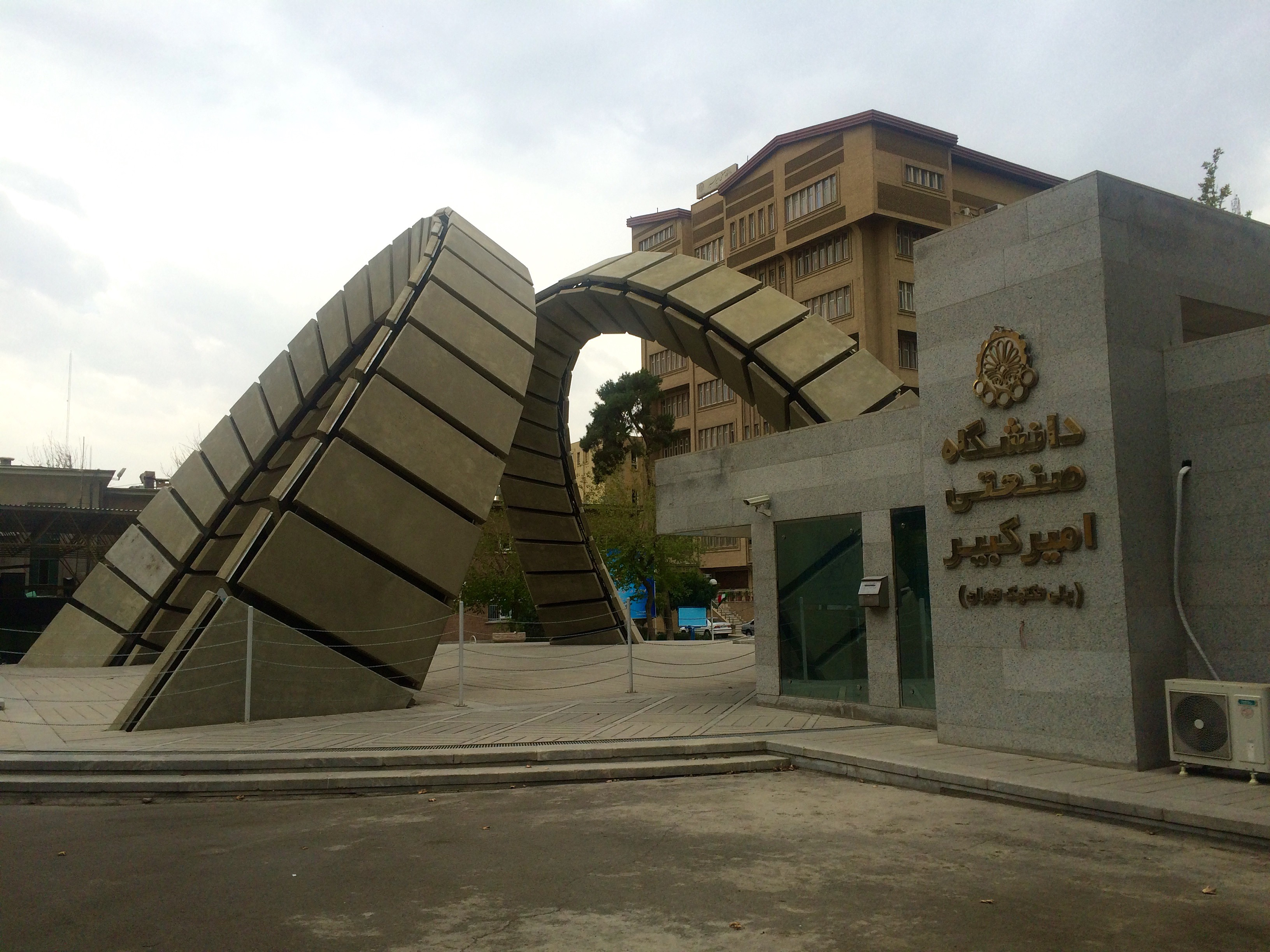
جامعة أمير كبير للتكنولوجيا- بوابة الجامعة.
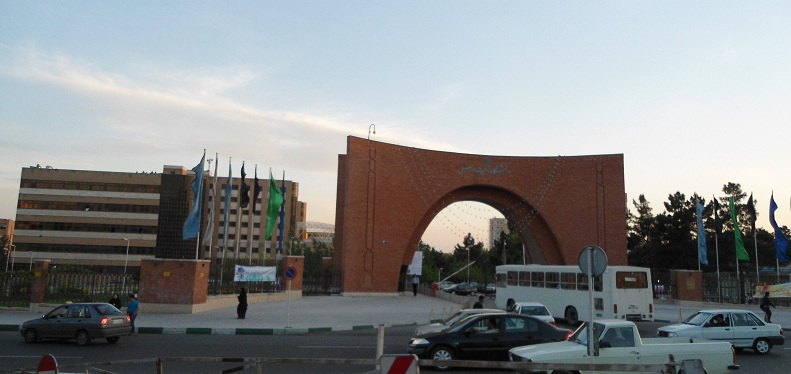
جامعة تربية مدرس.
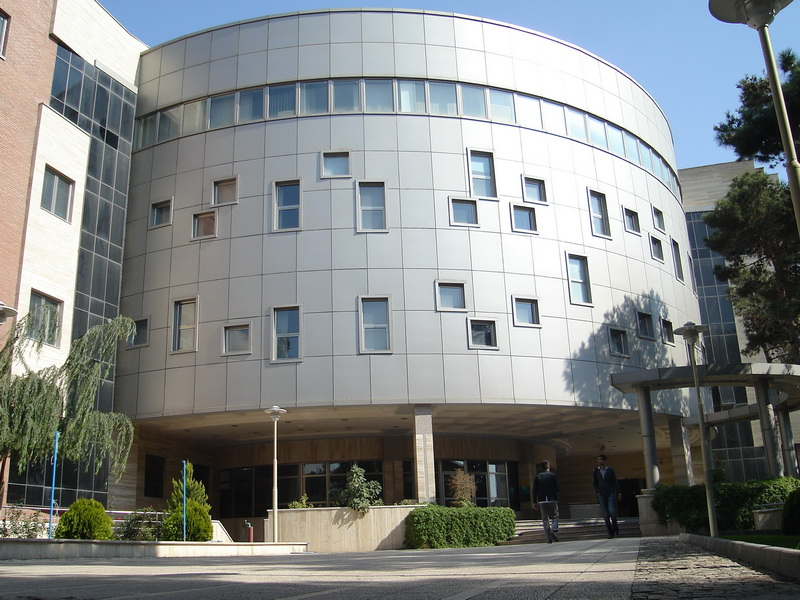
جامعة إيران للعلوم والتقنية- قسم هندسة الحاسوب.
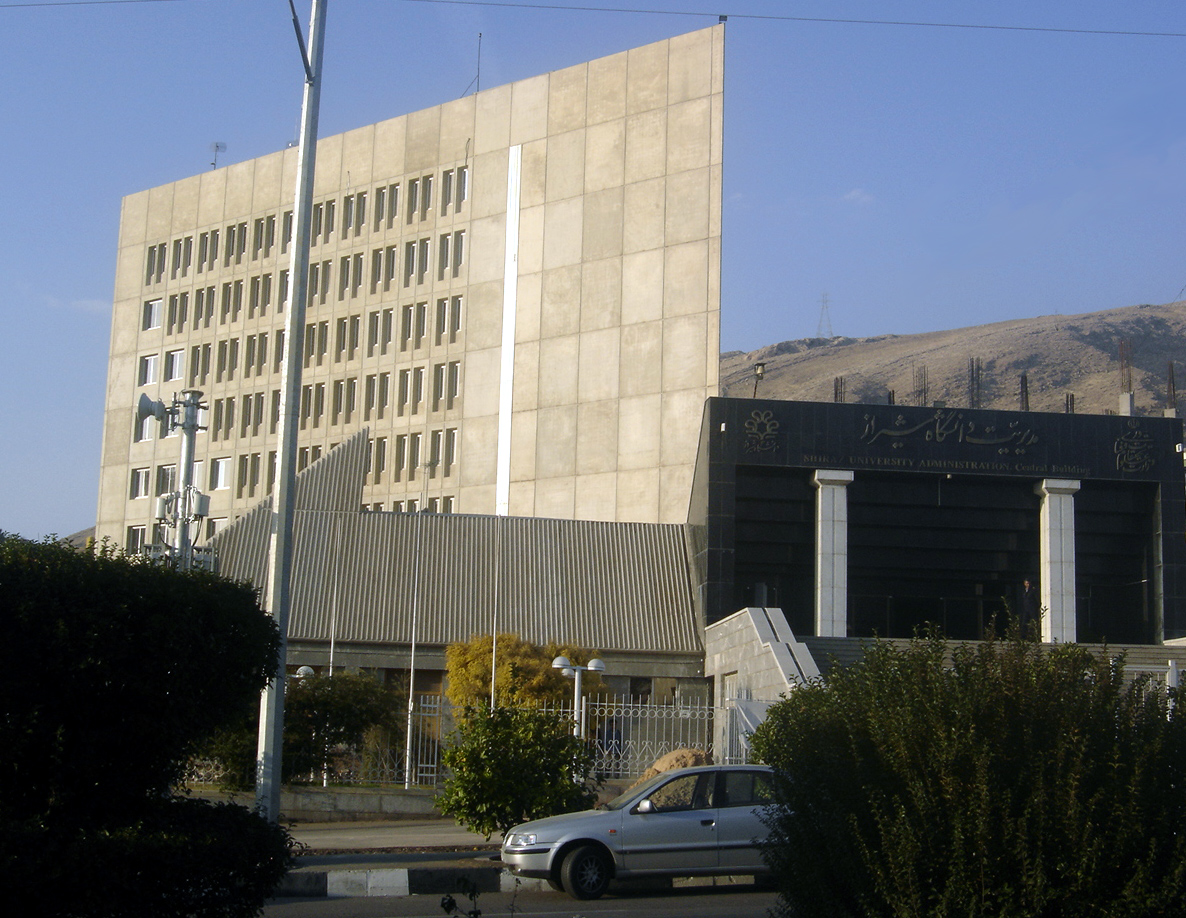
مبنى إدارة جامعة شيراز.
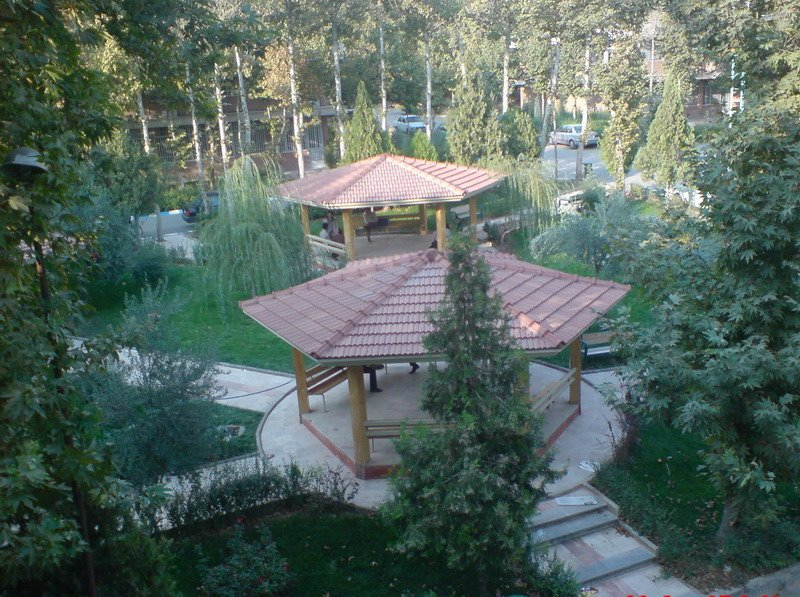
حرمجامعة الإمام الحسين.
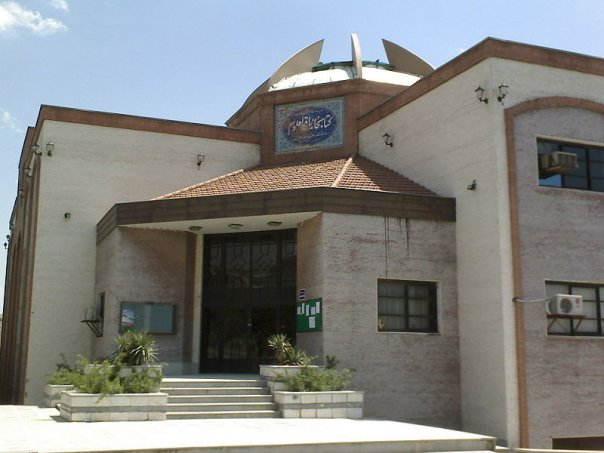
المکتبة المرکزية لجامعة الإمام الحسين.
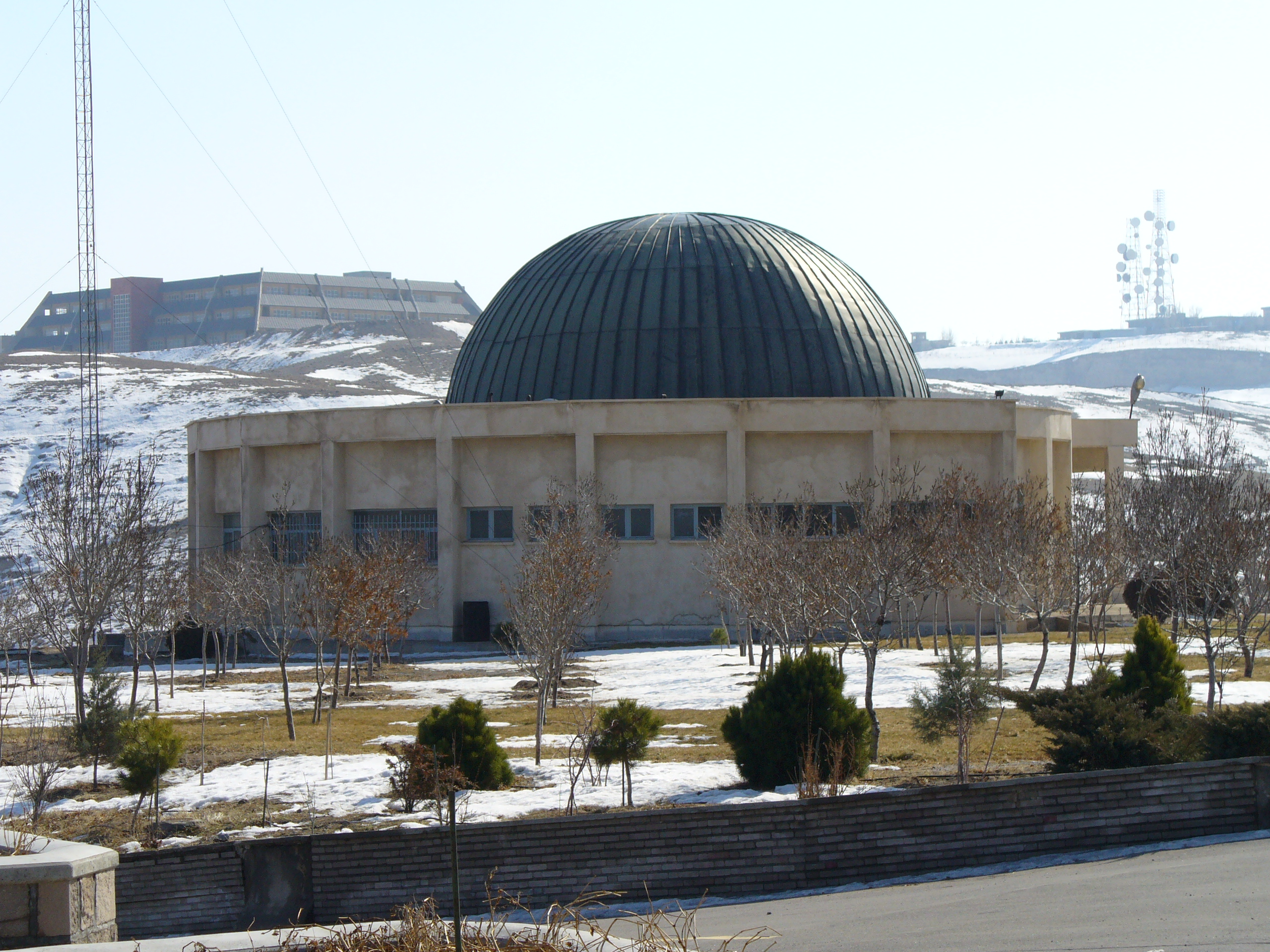
القبة السماوية لجامعة تبريز.
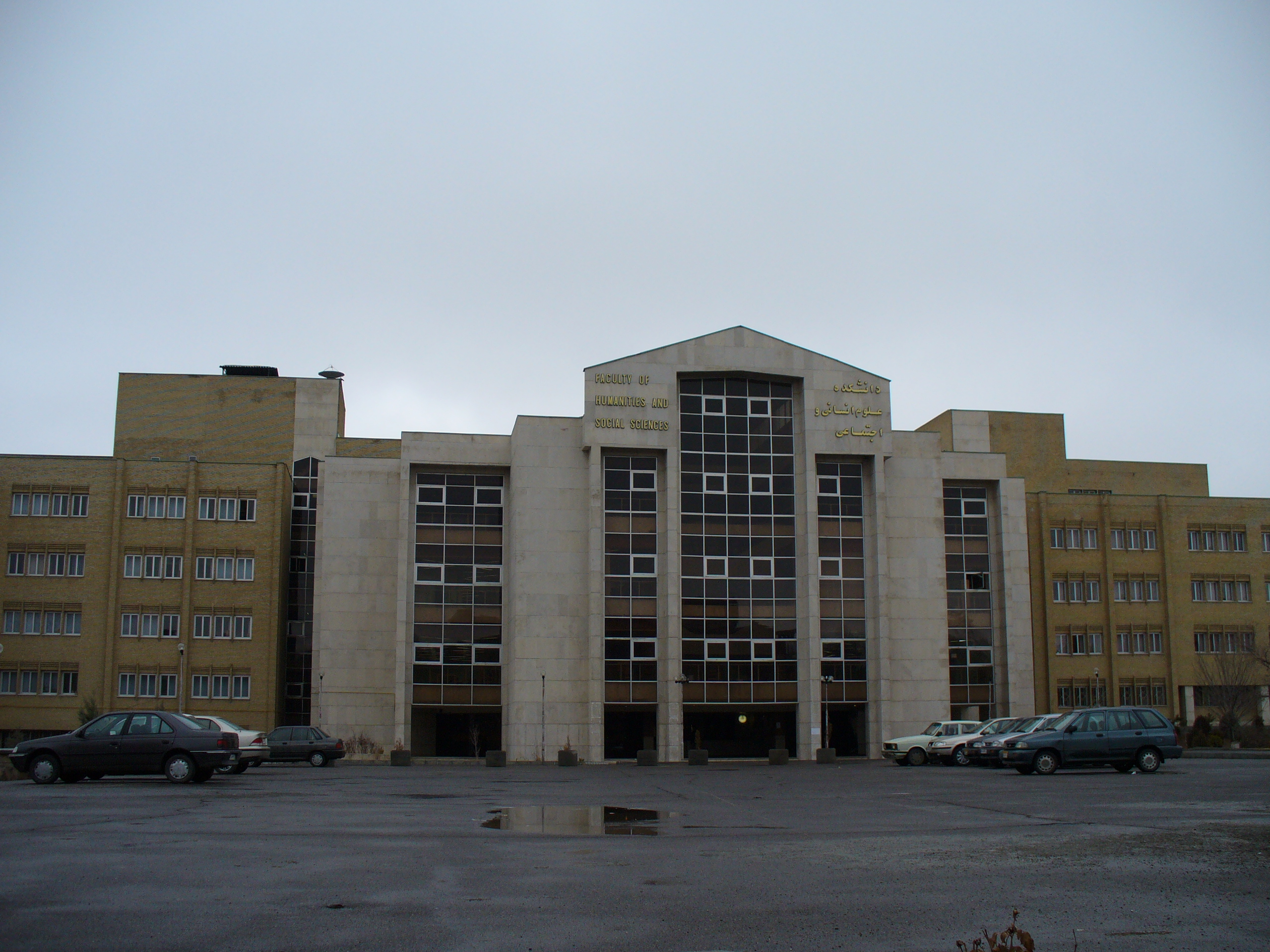
كلية العلوم الإنسانية والاجتماعية لجامعة تبريز.
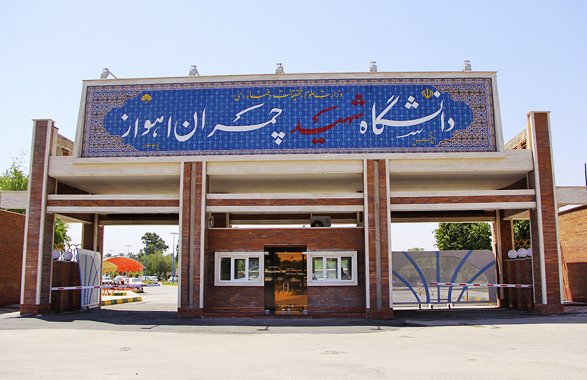
مدخل جامعة تشمران الأهوازية.
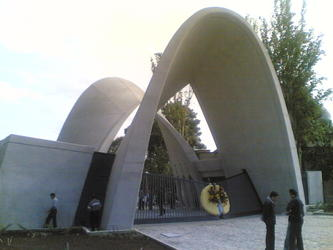
جامعة إيران للعلوم والتقنية.
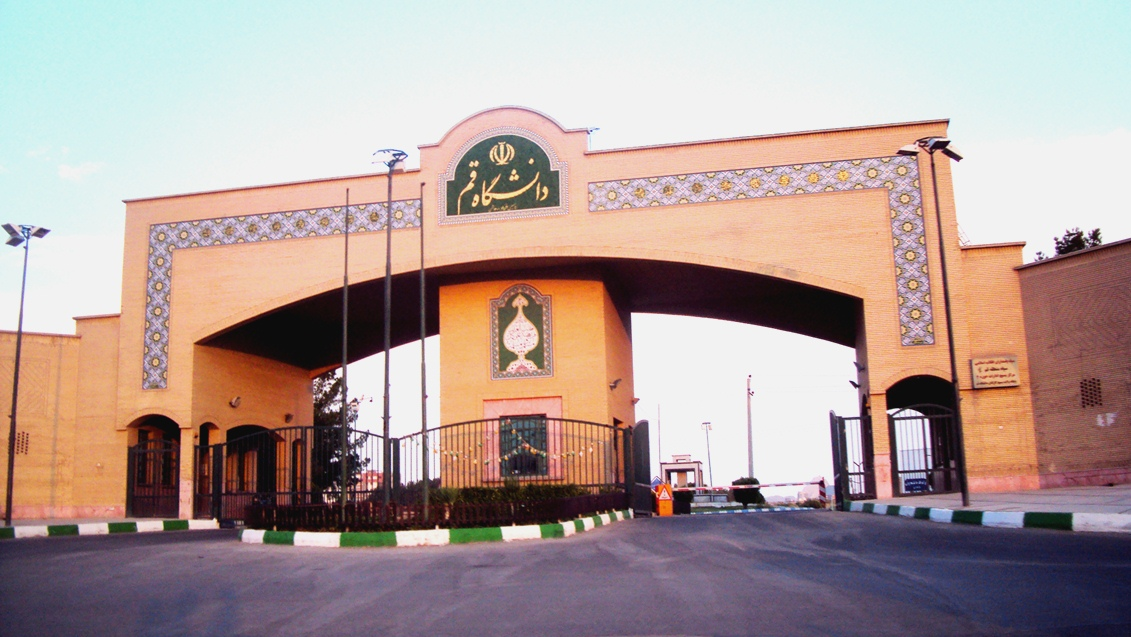
مدخل جامعة قم.
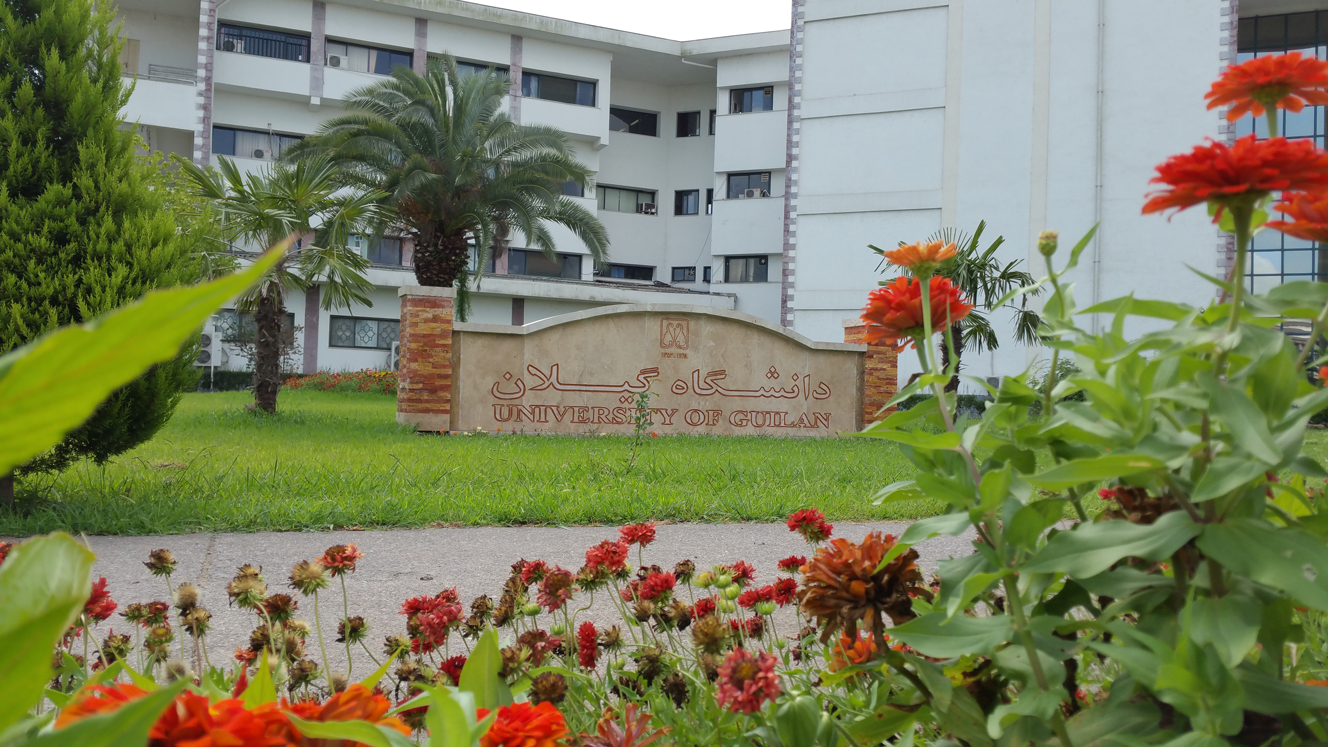
جامعة غيلان.
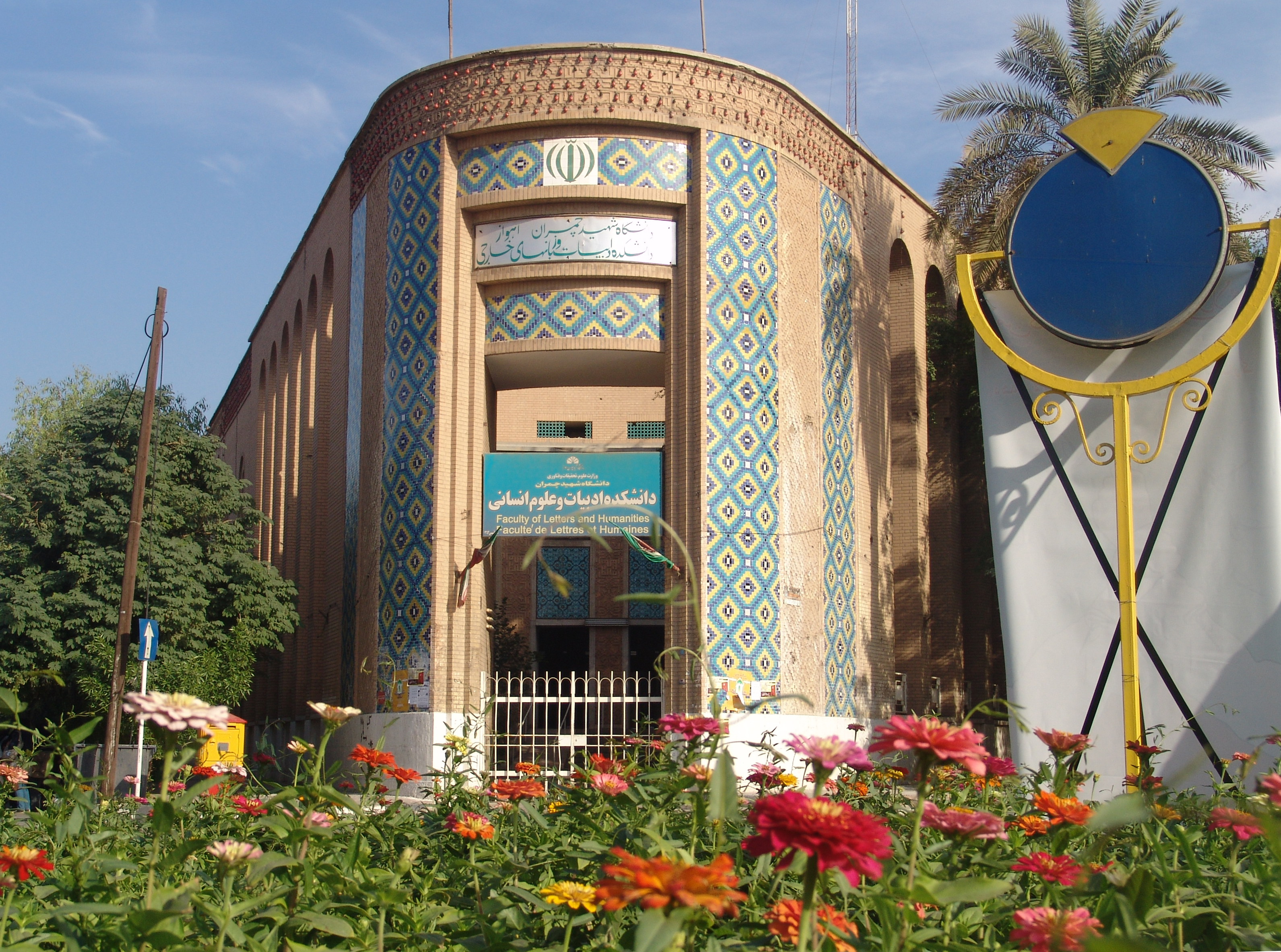
كلية الآداب والعلوم الإنسانية جامعة تشمران الأهوازية.
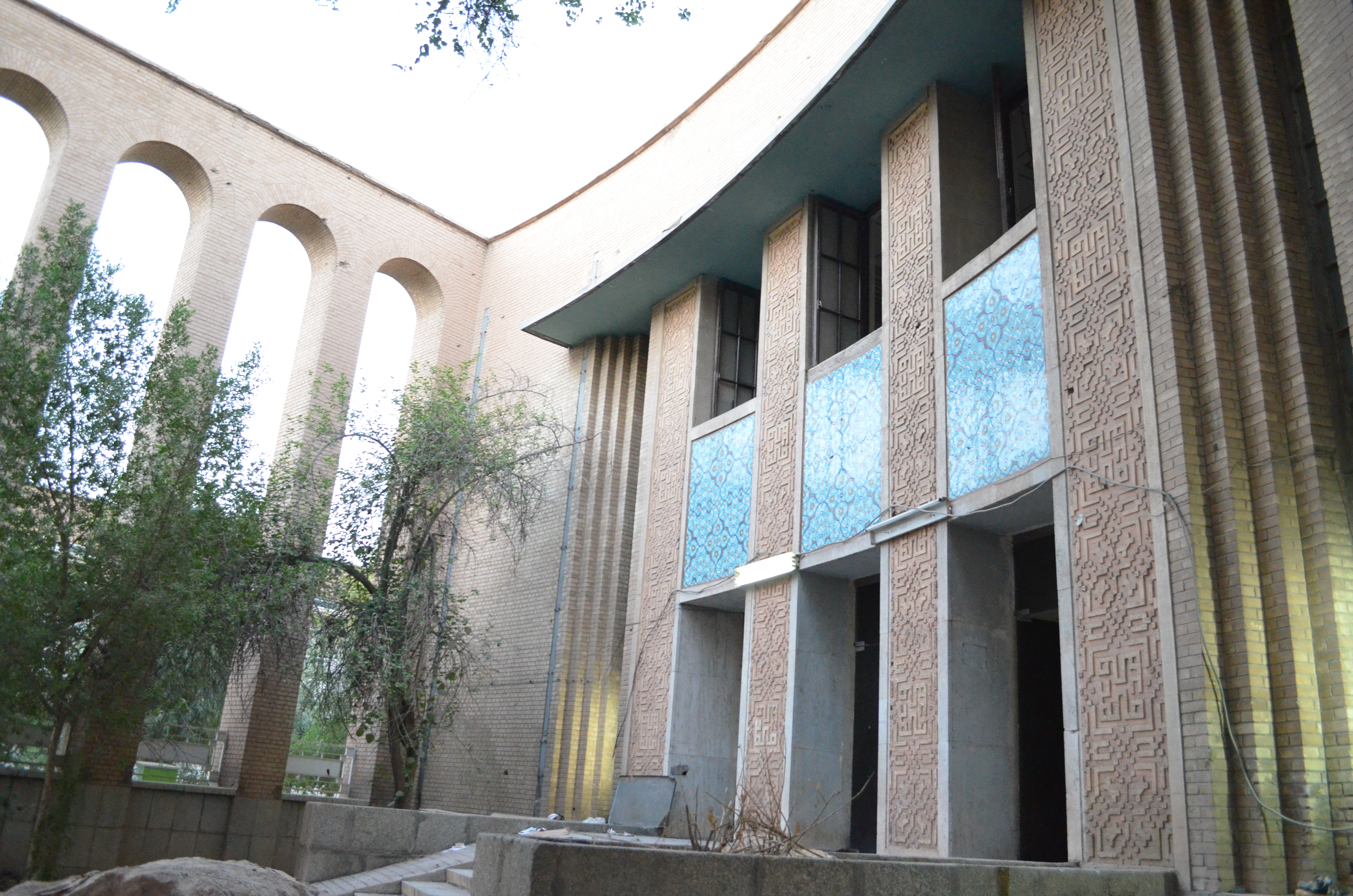
كلية الآداب والعلوم الإنسانية لجامعة تشمران الأهوازية.